# Omaha Open 1973
L'Omaha Open 1973 è stato un torneo di tennis giocato sul sintetico indoor. È stata la 5ª edizione del torneo, che fa parte del Commercial Union Assurance Grand Prix 1973. Si è giocato a Omaha negli Stati Uniti, dal 22 al 28 gennaio 1973.

## Campioni

### Singolare
Ilie Năstase ha battuto in finale  Jimmy Connors che si ritirato sul punteggio di 5–0

### Doppio
William Brown /  Mike Estep hanno battuto in finale  Jimmy Connors /  Juan Gisbert per abbandono